# Megan Hauserman

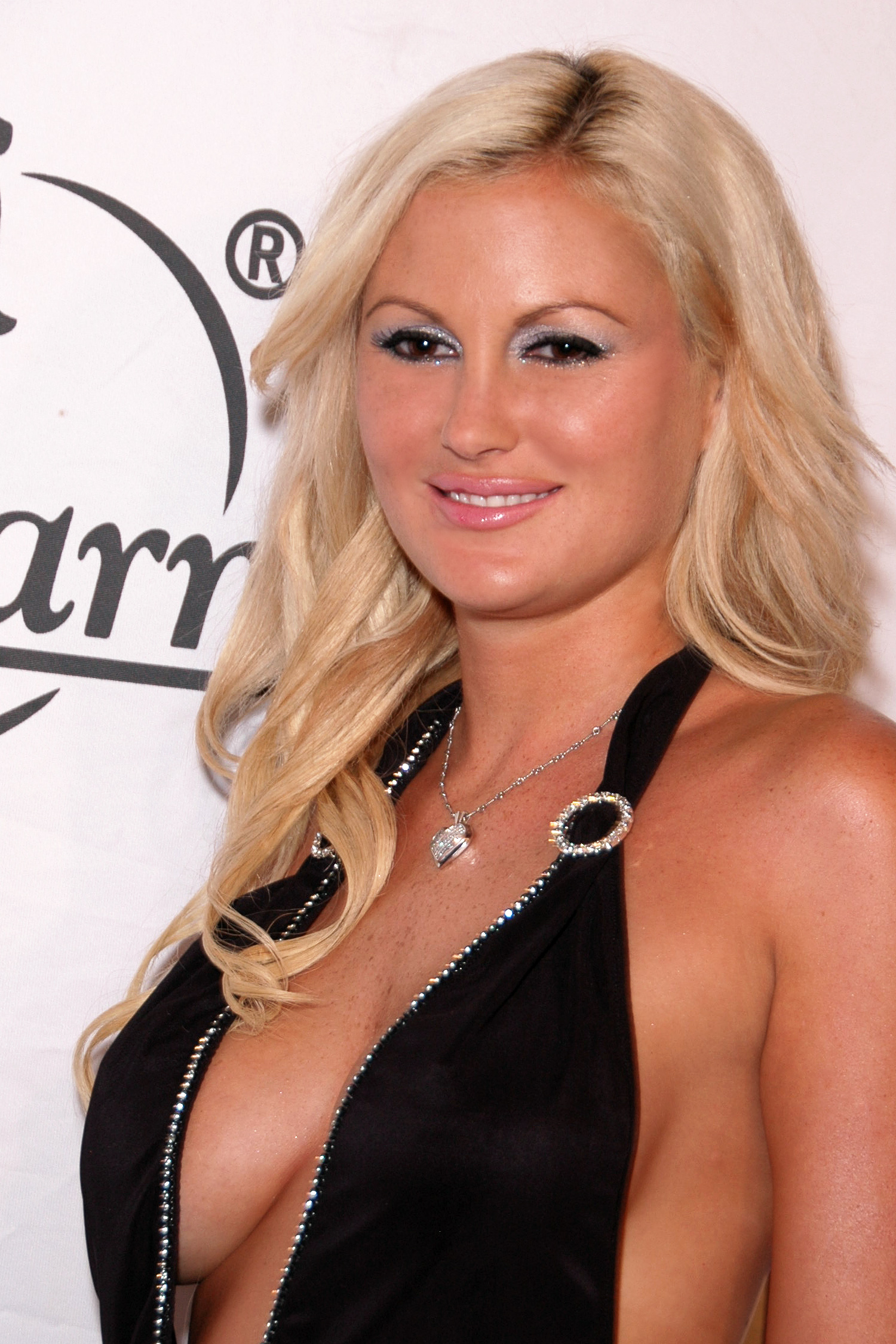
Megan Hauserman 2007

Megan Hauserman (* 5. November 1981 in Forest Park (Illinois), einem Vorort von Chicago) ist ein US-amerikanisches Model und eine Reality-Soap-Darstellerin.
Hauserman studierte zunächst Rechnungswesen an der University of Illinois at Chicago und machte dort auch ihren Abschluss, bevor sie 2005 als Model für die Sendung Beauty and the Geek, die in Deutschland als Das Model und der Freak adaptiert wurde, entdeckt wurde. Sie nahm an verschiedenen „Celebrialities“ wie Rock of Love 2, Charm School oder I Love Money teil und bekam 2009 ihre eigene Show Megan wants a Millionaire, in welcher 20 betuchte Männer um ihre Hand werben sollten. Die Show wurde allerdings nach drei Folgen von VH1 eingestellt, als einer der Teilnehmer, der Bauunternehmer Ryan Jenkins beschuldigt wurde, seine Noch-Ehefrau Jasmine Fiore umgebracht zu haben. Die Ausstrahlung der Show auf VH1 wurde aus Rücksicht auf die Hinterbliebenen von Fiore ersatzlos gestrichen. Hauserman trat in der Folge als Teilnehmerin in Realityformaten wie Beach Heat: Miami oder Rock of Love Girls: Where Are They Now auf und arbeitet ansonsten als Model.